# Prace (Pologne)
Pour les articles homonymes, voir Prace.
Prace (prononciation : [ˈprat͡sɛ]) est un village de la gmina de Płoniawy-Bramura dans le powiat de Maków de la voïvodie de Mazovie, dans le centre-est de la Pologne.

## Histoire
De 1975 à 1998, le village appartenait administrativement à la voïvodie d'Ostrołęka.